# Iberi
Iberi su skupina naroda koja se naseljavaju na jug i istok Pirinejskog poluotoka i na jug Francuske, prije dolaska indoeuropskih naroda, te koji unatoč svojoj raznolikosti iskazuju zajedničke osobine.
Naseljavaju to područje puno prije dolaska indoeuropskih naroda Kelta i Rimljana.

## Tko su bili Iberi
Najnoviji rezultati španjolskih povjesničara ukazuju na to da su Iberi stigli na Pirinejski poluotok sa sjevera Afrike, smjestivši se uglavnom na mediteranskoj obali, gdje su razvili različite kulture čiji su sačuvani ostaci od velikog značaja za razumijevanje prve civilizacije Pirinejskog poluotoka.
Većina povjesničara se slaže da se unutar Ibera mogu uključiti sljedeća plemena: Turdetani, Oretani, Bastetani, Contestani, Edetani, Ilerkavoni (Ilercavones), Sedetani, Laietani, Indigeti (Indigetes), Lusitani, Ausetani, Ilergeti (Ilergetes) i Sedetani.
Jedna od najznačajnijih skupina među njima je pleme Turdetani ili Turduli i čiji se grad zvao Tartessos. Bili su osnivači snažnog kraljevstva, velike kulture, u dolini rijeke Guadalquivir.

## Svakodnevni život
Kako se može vidjeti iz arheoloških ostataka ibersku obitelj predstavlja žena, ukrašena ogrlicama, naušnicama i prstenjima. Količina nakita ovisila je o položaju u socijalnoj hijerarhiji. Ženska se vanjština ne mijenja bitno ili nikako kroz stoljeća za razliku od muškaraca čiji je način češljanja i odijevanja evoulirao kroz vrijeme. Muškarac je imao zadaću ratnika i kao takav se prikazuje na pronađenim figuricama.

## Ratnici
Iberski je ratnik odlazio u boj odijeven u lanene tunike boje purpura što je prikazivalo veću prisutnost na bojnome polju, naoružan iberskom sabljom falkatom.
Bio je opremljen kožnom kacigom, oklopom od bakra od kojeg je bio načinjen i opasač o kojeg je kačio sablju, tzv. falkatu. Štit mu je bio ovalnog oblika, velike ljepote ukrašen ornamentima iz iberske mitologije. Koristili su konje u svojim pohodima s kojima su mogli kontrolirati velik dio svog područja.
Zbog njihove ratničke sposobnosti i potencijala često su ih ugovarale tadašnje svjetske velesile poput Rima koji ih je koristio kao saveznike u punskim ratovima.

## Arhitektura i urbanizam
Gradovi su im bili opasani jakim zidinama koje su smještali na uzvisine na obali ili u unutrašnjosti prilagodivši se okolišu do savršenstva po pitanju obrane. 
Život unutar gradskih zidina su organizirali ovisno o vrsti cehova, dok je položaj na društvenoj ljestvici ovisio o ekonomskoj snazi obitelji kojoj se je pripadalo.

## Gospodarstvo

### Trgovina
Iberi, zahvaljujući kontaktima s Feničanima, uče kako organizirati kontrolu svojih prirodnih bogatstva te s njima ustanovljuju slobodnu trgovinu koja je donosila dobrobit na obje strane. Trgovalo se svime, ali osobito mineralima kao bakar, srebro, olovo, zlato i posebice s tada tako cijenjenim željezom.
Privučeni novim izvorima zarade Grci i Feničani odlučuju se na stvaranje trgovačkih kolonija na Pirinejskom poluotoku što je dovelo do utemeljenja novih pravaca pomorskog prometa na Mediteranu.
Luke poput Eivissa, Cádiz i Empúries dominirale su morskom trgovinom, dok je tzv. heraklov pravac išao cestovnim smjerom sa sjevera današnje Italije do doline rijeke Guadalquivir, gdje su obitavali pripadnici jednog od najmočnijih iberskih plemena Turdetani.

### Novac
Vidjevši svu ljepotu i praktičnost naplate svojih proizvoda grčkim i feničanskim novčićima, iberski su vladari odlučili kovati vlastiti.
Zahvaljujući pronađenim novčićima povjesničari su uspjeli rekonstruirati ekonomski i trgovački razvoj starosjedioca pirinejskog poluotoka.
Zbog boljeg razumijevanja novčanih emisija predrimskog doba dijele se na sljedeće kategorije:
- Novac grčkih kolonija: Jedine poznate grčke kovačnice novca na poluotoku su Emporion i Rhode čije djelovanje počinje s hansa focense (V st. pr. Kr.) i završava s drahmom (IV-III st. pr. Kr.)
- Ibersko-punski novac: Poznate radionice: Gadir, Sexi, Abdera
- Ibersko-kartažanski novac:Kratkog vijeka, ali sa srebrnim primjercima velikog značaja. Njihova je rasprostranjenost direktna posljedica trgovačke i političke dominacije Kartažana na jugu i jugozapadu poluotoka. Izdavao se u radionici Kartaga-nova, nov. jedinica se zvala Feničanski šekel.
- Edetanski tip:Izrađivao se u radionicama Arse i okolice. Srebrni novčići, težine upola manje od rimskog Victoriata
- Ulteriorski novac:Ispisan južno iberskim pismom.

## Kultura
U samim počecima suradnje s Iberima (oko VII st. pr. Kr.) Feničani su željeli ostvariti dobre odnose s Iberima tako da su darivali vođe plemena poklonima koji su bili umjetničke prirode, što je dovelo, tada nepoznato u Iberskima zajednicama, do socijalnog raslojavanja, uvjetovanog količinom "lijepih" predmeta u posjedu. Uskoro iberska kreativnost oponaša prizore s feničanskih darova, posebice likove ratnika, bikova, sfingi, lavova, jelena, započevši time vlastitu kulturu.
Pretpostavlja se da su dobar dio figurica ratnika, veličine dvadesetak centimetara, često prikazanog potpuno golog, opasanog isključivo osobnim oružjem, s prikazanim muškim spolnim organom nesrazmjerno velikim, koristili kao prinose žrtvi bogovima.

## Pismo i jezik
Unatoč brojnim arheološkim ostacima, mnogi od njih sastavljeni u jednu cjelinu, koja nose na sebi iberske zapise, značenje iberskih jezika je još uvijek zagonetka.
Iberi su upoznali pismo zahvaljujući kontaktima s Grcima i Feničanima, a usvojili su ga oko V st. pr. Kr. zbog potrebe za zapisivanjem naručenih predmeta i cijena istih, tako da se raširio među trgovcima i osobama s vrha društvene ljestvice. Kroz vrijeme su nastale dvije vrste iberskog pisma, južno i istočno pismo koja su uspješno odgonetnuta i svako se sastoji od 28 znakova, ali kao što je već navedeno, sami jezik ostao je u zaboravu.

## Vjera
Prakticirali su religiju baziranu na vjerovanjima i obožavanjima bogova i božica koji su mogli poprimiti ljudske, životinjske, čak i biljne oblike.
Njihovi se kultovi nisu previše razlikovali od ostalih štovanih na području Mediterana, slaveći posebice božanstvo vuka i manifestirajući ogromno poštovanje prema silama prirode. U svojim su ritualima prinosa bogovima običavali žrtvovati životinje.
Službena svetišta smještali su na posebna mjesta podižući građevine koje se u pravilu nisu bitno razlikovale od svjetovnih.

### Značaj zagrobnog života
Leševi aristokrata bili su spaljivani zajedno s osobnim oružjem odjeveni u svoja najbolja odijela. Vatra je gorjela više od jednog dana. Pepeo se kasnije čuvao u posebnim urnama, poput Dame iz Elchea.

## Vanjske poveznice
Iberska epigrafija